# Lodi (New York)
Pour les articles homonymes, voir Lodi (homonymie).
Ne doit pas être confondu avec Lodi (village, New York).
Lodi est une ville du comté de Seneca, dans l'État de New York, aux États-Unis,. En 2010, elle comptait une population de 1 550 habitants.

## Démographie
Lors du recensement de 2010, la ville comptait une population de 1 550 habitants, tandis qu'en 2016, elle est estimée à 1 537 habitants.